# Axonopus pellitus
Axonopus pellitus là một loài thực vật có hoa trong họ Hòa thảo. Loài này được (Nees ex Trin.) Hitchc. & Chase mô tả khoa học đầu tiên năm 1917.